# Triplophysa farwelli
Triplophysa farwelli är en fiskart som först beskrevs av Hora, 1935.  Triplophysa farwelli ingår i släktet Triplophysa och familjen grönlingsfiskar. Inga underarter finns listade i Catalogue of Life.